# Cecilia Rodríguez González-Rubio
Cecilia Rodríguez González-Rubio (Barranquilla, siglo XX) es una política y periodista colombiana.
Se desempeñó como Ministra de Ambiente en el gobierno de Álvaro Uribe.

## Biografía
Es Administradora de Empresas de la Universidad de Los Andes y entrenadora certificada en Negociación y Resolución de Conflictos por Conflict Management Inc. Fue Senadora de Colombia entre 2001 y 2002 y ministra de ambiente de Colombia y renunció al gobierno de Álvaro Uribe.Ha sido Presidenta desde 2004 de la Corporación Bioparque.Ha escrito columnas de opinión en El Tiempo. y escribe en la Revista ambiental Catorce6